# Johann Baptist von Keller

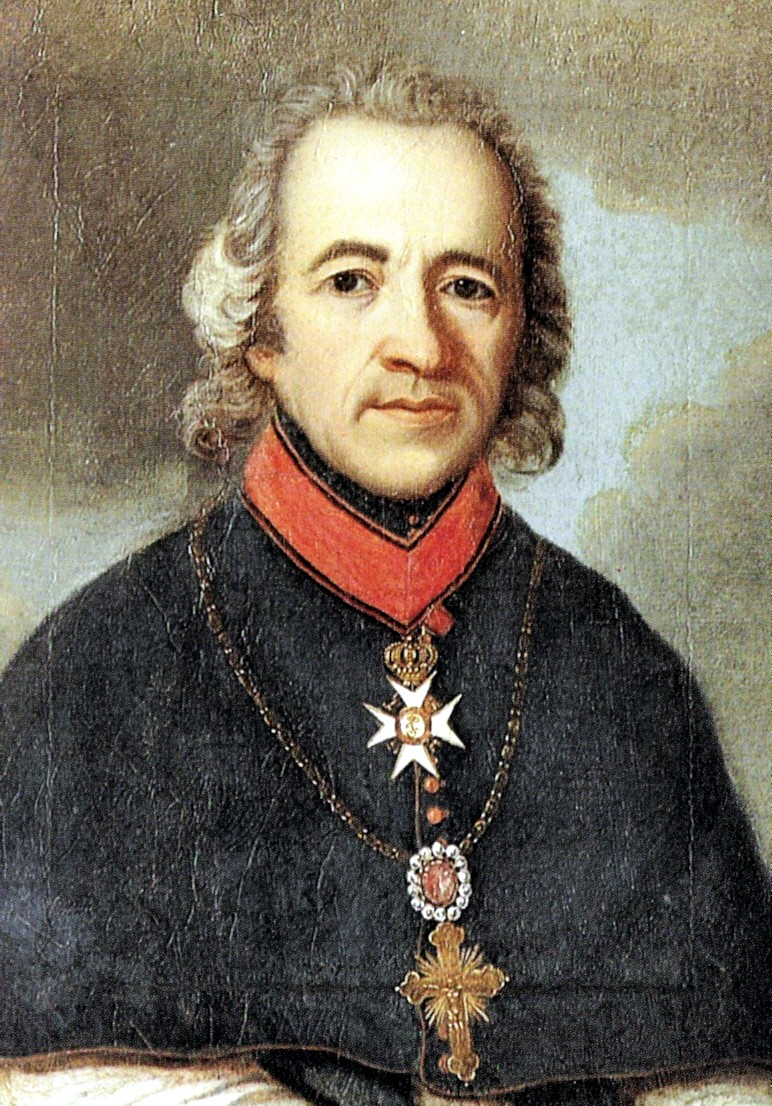
Johann Baptist von Keller, der erste Bischof von Rottenburg

Johann Baptist Keller, ab 1818 von Keller (* 16. Mai 1774 in Salem; † 17. Oktober 1845 in Bartenstein), war römisch-katholischer Theologe und erster Bischof im 1821 errichteten Bistum Rottenburg. Als solcher war er auch Mitglied im Württembergischen Landtag.

## Leben
Johann Baptist Keller wurde als Sohn des Hofkammerrat und Syndikus der Reichsabtei Salem Kaspar Keller geboren.
Nach seinem Theologiestudium in Dillingen und an der Benediktiner-Universität in Salzburg von 1793 bis 1797 empfing Keller am 10. Juni 1797 in Salzburg die Priesterweihe. Nach seelsorgerischer Tätigkeit in mehreren Pfarreien berief man ihn 1808 in den Geistlichen Rat von Württemberg, und er wurde zum Stadtpfarrer von Stuttgart ernannt. Um 1815 wurde er Provikar für die katholischen Teile Württembergs (Neuwürttemberg) zur Unterstützung des Bischofs Franz Karl von Hohenlohe.
Am 4. August 1816 wurde Keller in Rom durch Papst Pius VII. zum Weihbischof in Augsburg und Titularbischof von Euroea in Epiro ernannt. Die Bischofsweihe spendete ihm Papst Pius VII. selbst; Mitkonsekratoren waren Kardinal Francesco Bertazzoli und der Kurienbischof Giuseppe Bartolomeo Menocchio OESA.
1818 zeichnete König Wilhelm ihn mit dem Kommenturkreuz des Ordens der Württembergischen Krone aus. 1837 erhielt er das Ritterkreuz des Friedrichs-Ordens.
1819 wurde Keller Generalvikar mit Sitz in Rottenburg und als solcher virilstimmberechtigtes Mitglied in den württembergischen Ständeversammlungen des Jahres 1819, an deren Ende die Annahme der Verfassung des Königreichs Württemberg stand. Nach der Errichtung des Bistums Rottenburg 1821 wurde Keller am 21. Mai 1828 dessen erster Diözesanbischof. Mit seinen Ämtern als Generalvikar und Bischof war von 1819 bis zu seinem Tod 1845 ein Mandat in der Zweiten Kammer des Württembergischen Landtags verbunden.
Seine letzte Ruhestätte fand er in der Bischofsgruft der Friedhofskirche Sülchen.